# Société d'économie charitable
La Société d'économie charitable est une école d'économie sociale d'inspiration catholique, au croisement de la sociologie et de l'économie domestique. Cette société savante se compose de 38 membres dont le principal est Armand de Melun. Parmi les membres sociétaires, on compte Fernand Deportes, qui publie un mémoire en ce sens en 1874. Toutefois Armand de Melun n'en est pas à son premier essai, car il a tenté sans succès de constituer une société éponyme en 1846 avec la sœur Marie Rosalie Rendu.

## Les origines de l'économie charitable
En 1871, après le siège de Paris, la classe ouvrière parisienne se révolte dans une tentative de révolution appelé la Commune de Paris, contre les dures conditions de vie. Les militaires — au moins les hauts gradés —, envoyés par Adolphe Thiers et qui répriment dans le sang la Commune lors de la semaine sanglante de mars 1871, étaient des aristocrates, jusqu’à leur éviction en 1904 avec le scandale des fiches du général André. Souvent de tradition catholique, Albert de Melun voit dans le pauvre l'émanation du Christ non sans un certain conservatisme voyant aussi dans l'ouvrier un individu à discipliner[pas clair]. Pris de pitié, il tente (tout en empêchant l’avènement du socialisme) d'améliorer le sort des ouvriers en améliorant leur condition, ce qui n'est pas sans rappeler l’œuvre sociale et autoritaire de Napoléon III. Bon nombre de réformes sociales furent entreprises à la fin du Second Empire, puis sous la IIIe République. Mac Mahon commande en 1873 à Fernand Desporte un rapport parlementaire sur la misère ouvrière et les méthodes pour y remédier, titré Commission d’enquête sur l'économie charitable, rapport sur les associations. Une ébauche de ce concept d’économie charitable fut pensée dès 1849 avec le projet d'assistance sociale.

## La remise en cause de la loi de Chapelier de 1791
La Révolution française, dans la lignée des physiocrates, supprime le 14 juin 1791 les corporations, qui sont des associations professionnelles servant à la fois de caisse de prévoyance, de maladie, de syndicat et d'association de formation continue. Conjugué avec l'instabilité politique de la France au XIXe siècle, la révolution industrielle et surtout l'exode rural qui en découle, ceci entraîne une paupérisation croissante des classes populaires, qui peu à peu s'organisent politiquement. Au niveau sanitaire, le développement de maladies comme la dysenterie et la tuberculose croit de manière spectaculaire après la la guerre de 1870. Fernand Déporte relate cela, non sans un certain romantisme propre à son siècle en idéalisant à outrance l'Ancien Régime. Les chrétiens sociaux et les royalistes légitimistes oublient volontairement de signifier que la société d'Ancien Régime était centrée sur les privilèges liés à la naissance, abolis la nuit du 4 août 1789. Toujours dans la logique de dénonciation de la société libérale post-révolutionnaire, les forces conservatrices tentèrent en vain de réhabiliter cette époque[pas clair].

## Un antilibéralisme complexe
Les membres sociétaires de l'économie charitable, bien qu'aristocrates contre-révolutionnaires opposés au libéralisme, demeurent des propriétaires terriens. En ce sens, ils sont soucieux du maintien du statu quo social. Ils définissent la propriété privée non plus de manière individuelle mais familiale. Si celle-ci est sacralisée comme dans le libéralisme, ce n'est que par nécessité sociale et non comme un droit acquis qui se subordonne à l'intérêt général. La différence réside dans le concept de subsidiarité (préférer les structures infranationales -collectivités locales, familles, associations - aux institutions nationales). En ce sens, il s'agit d'une ébauche de ce qui deviendra en 1891 la démocratie-chrétienne, se caractérisant comme un catholicisme anti-jacobin de principe et républicain par défaut, puisque le pape Léon XIII s'est rallié à la forme républicaine et non aux valeurs.

## Les spécificités de l'économie charitable
Il s'agit à la fois d'une réminiscence des corporations d'Ancien Régime, mais aussi d'une ébauche d'un pré-solidarisme qui verra le jour en 1893 avec Léon Bourgeois et son ouvrage le Solidarisme. Il ne s'agit plus d'entretenir la misère dans un but moral mais de l’éteindre dans une optique de régénération du corps social. Cet aspect est novateur pour le XIXe siècle. Ce n'est pas du socialisme dans la mesure où il ne prône pas des monopoles d'État obligatoires mais un tissu d'associations libres et égalitaires, sans être non plus du libéralisme, car les profits sont non seulement jugés inutiles[pas clair] mais ne se partagent pas comme dans une entreprise. Elle se fonde sur un précédent en 1866 avec la création de la chambre syndicale de la maçonnerie.

## Les membres sociétaires
| Membre                                      | Fonction   | Profession           |
| ------------------------------------------- | ---------- | -------------------- |
| Armand de Melun                             | Président  | Homme politique      |
| Gabriel Désiré Levadan                      | Secrétaire |                      |
| Fernand Déportes                            | Trésorier  |                      |
| Charles Castie de Casatis                   |            | Écrivain             |
| Marie Alfred cordier de Launay de Montreuil |            | Propriétaire terrien |
| D. Laverdant                                |            |                      |
| Louis de Carné                              |            | Historien            |

#### Sociétés savantes
- Société d'économie politique
- Société internationale des études pratiques d'économie sociale
- Académie de législation

#### Thèmes liés
- Christianisme social
- Église catholique en France
- Association à but non lucratif